# Дачная (кимберлитовая трубка)
Кимберли́товая тру́бка «Да́чная» — кимберлитовая трубка в Мирнинском районе Якутии. Трубка «Дачная» приурочена к Параллельному региональному разлому и располагается в 10 км южнее трубки «Мир» в верховье ручья Широкого — правого притока р. Ирелях.

## Геология
Трубка перекрыта юрскими отложениями мощностью от 15 до 21 м. Размеры трубки 120×100 м, форма в виде овала, длинная ось которого ориентирована в северо-западном направлении.
Трубка характеризуется общим северо-западным склонением; восточный и южный контакты до глубины 50-70 м пологие (50-60°), западный и северо-западный — крутые (80-90°). На глубине 105 м площадь её уменьшается вдвое. Рельеф под перекрывающими юрскими породами неровный, с превышениями до 6 м.
Магнитная аномалия над трубкой в эпицентре не превышает 20⋅10−6 СГС. Очень слабая магнитность кимберлитов объясняется сильным гипергенным выветриванием. Средняя магнитная восприимчивость для отдельных интервалов кимберлитов не превышает 100⋅10−6 СГС, а приповерхностных слоёв 60⋅10−6 СГС. Относительно слаба и аномалия силы тяжести — амплитуда её не превышает -0,1 мГал.
Самая верхняя часть трубки сложена сильно изменённой породой, практически лишённой первичной структуры кимберлита. Глубже залегает выветрелый кимберлит, полностью сохраняющий структуру исходной породы. В составе глинистых минералов кимберлитов преобладает монтмориллонит, в подчинённом количестве отмечаются каолинит, гидрослюда, хлорит и серпентин.
С глубины 65 м в трубке развиты изменённые кимберлитовые брекчии. Обломки вмещающих терригенно-карбонатных пород, отдельные зёрна кварца, полевого шпата и других минералов, редко встречающиеся обломки траппов и кристаллических сланцев фундамента платформы сцементированы кимберлитом, состоящим из псевдоморфоз монтмориллонита, серпентина и карбоната по оливину, относительно редких зёрен пиропа, пикроильменита, хромшпинелида, заключённых в агрегате серпентин-монтмориллонит-карбонатного состава.

## Топографические карты
Лист карты P-49-XVII,XVIII. Масштаб: 1 : 200 000. Указать дату выпуска/состояния местности.